# Kalwia Kryspinilla
Kalwia Kryspinilla (I w. n.e.) - rzymska arystokratka, mistrzyni rozkoszy miłosnych (łac. magistra libidinum) na dworze cesarza Nerona.
Po śmierci Nerona uciekła do Afryki Północnej, gdzie podżegała do rebelii dowódcę tamtejszego legionu - prawdopodobnie Lucjusza Klodiusza Macera. Do Rzymu powróciła jeszcze za rządów Galby.
Prawdopodobnie Petroniusz przedstawił ją w "Satyrikonie" pod imieniem Kwartilla.
W filmie Quo vadis Jerzego Kawalerowicza (2001) w postać Kryspinilli wcieliła się Anna Majcher.